# 中岡艮一
中岡 艮一（なかおか こんいち、1903年〈明治36年〉10月12日 - 1980年〈昭和55年〉10月18日）は、明治から昭和にかけての日本の鉄道省鉄道員、陸軍職員。当時の首相・原敬を暗殺した人物。

## 人物
1903年（明治36年）、足尾銅山の技師である父・精（くわし）の子として栃木県に生まれる。
高等小学校を中退して印刷工場の見習い工員となるが長続きせず辞めて、1919年（大正8年）11月から山手線大塚駅の駅夫見習い、のち大塚駅の転轍手（線路の分岐器を操作する仕事）となる。
大塚駅在職時の1921年（大正10年）、当時の首相・原敬の政策に反感を抱き、同年11月4日夜、東京駅乗車口（現在の丸の内南口）において立憲政友会京都支部大会へ赴くため改札口に向かっていた原首相を短刀で刺殺した（原敬暗殺事件）。原首相に反感を抱く人物が上司におり、それに影響されたとされている。また、この事件の37日前に起きた安田善次郎暗殺事件にも影響されたともいわれている。玄洋社など当時の右翼勢力との直接的関係も疑われたが、確証はない。
無期懲役の判決を受けたが、3回の恩赦により1934年（昭和9年）出獄。獄中で回想録『鉄窓十三年』を書いた。出獄後は目立った政治活動はしていないが、頭山満と関係を持ったとされる。その後、満洲に渡り陸軍司令部に勤務した（「哈爾濱南崗　第四軍管区司令部」から宛てた直筆の手紙が残されている）後、荘河県公処弘報主任に着任した。この頃、極東にソ連からの難民として流れ込んだタタール人に興味を持ち、これを契機として、1937年（昭和12年）2月22日、神戸モスクで入信、回教徒となった。1941年（昭和16年）には現地で回教徒の姜鳳芝と結婚している。戦後帰国し、1980年（昭和55年）に77歳で死去。

## 親族
林学博士で政治家の中村弥六は大叔父に当たる。弥六は中岡の父・精の叔父に当たる。犯行2日後の新聞に「艮一の大叔父中村彌六氏談」（『東京日日新聞』1921年11月6日付）とコメントが載った。
事件当時、中岡慎太郎の孫と伝えた新聞もあったが、誤報とされている。